# Ansgar Paus
Ansgar Erich Paus OSB (* 11. Januar 1932 in Bocholt; † 18. September 2017 in Salzburg) war ein deutscher römisch-katholischer Theologe.

## Leben
Erich Paus war der Sohn eines Schlossermeisters und hatte einen jüngeren Bruder (Werner Paus) (* 1936). Nach dem Abitur 1952 in Bocholt trat er in die Abtei Gerleve ein, nahm den Ordensnamen Ansgar an und legte am 5. Oktober 1953 die Profess ab. Nach der Priesterweihe am 8. September 1958 wurde er 1963 am Pontificio Ateneo Sant’Anselmo zum Doktor der Philosophie promoviert.
Nach der Habilitation 1972 an der Universität München lehrte er von 1972 bis 2000 als Universitätsprofessor für Erkenntnislehre und Religionswissenschaft an der Katholisch-Theologische Fakultät der Universität Salzburg. Er war langjähriger Vorstand des Instituts für Philosophie.

## Schriften (Auswahl)
- Religiöser Erkenntnisgrund. Herkunft und Wesen der Aprioritheorie Rudolf Ottos. Brill, Leiden 1966, OCLC 912068781 (zugleich Dissertation, Pontificio Ateneo Sant’Anselmo 1963).
- Die Analogie als Prinzip religiöser Rede (= Salzburger Universitätsreden. Heft 54). Pustet, Salzburg/München 1974, OCLC 844478556.
- Wirksame Zeichen. Herder, Freiburg im Breisgau/Wien/Basel 1982, ISBN 3-210-24693-9.
- Eucharistisch Christsein. Johannes-Verlag, Leutesdorf 1989, ISBN 3-7794-1127-X.
- Sakramente Zeichen des Heils. Johannes-Verlag, Leutesdorf 1991, OCLC 75221274.